# Sabir Ahmad Hafiz
Sabir Ahmad Hafiz (arab. صابر أحمد حافظ) – egipski zapaśnik walczący w stylu wolnym. Złoty medalista igrzysk afrykańskich w 1987 i trzeci w 1991. Zdobył trzy srebrne medale na mistrzostwach Afryki, w 1989, 1993 i 1994. Wicemistrz igrzysk śródziemnomorskich w 1991. Brązowy medalista igrzysk panarabskich w 1992 roku.